# Fractura ideológica
Fractura ideológica es un término que en la terminología en ciencias sociales y ciencias políticas, corrientemente es utilizado bajo la forma abreviada fractura o polarización. 
Una fractura ideológica generalmente se refiere a un conflicto pacificado o reprimido durante largo tiempo, un conflicto en algún sentido burocratizado y rutinizado en el cual ciertas demandas sociales encuentran un lugar para discutirse y resolverse, como ser por ejemplo los parlamentos, las presentaciones y los debates en los medios, las negociaciones entre actores sociales, etc.
Para Stein Rokkan y Seymour Martin Lipset, las polarizaciones nacen y se establecen sobre la base de dos ejes conflictuales principales: territorial-cultural y funcional-institucional.
Sobre el eje territorial-cultural, una polarización opone los partidarios de una cultura centralizada con los partidarios de una cultura de la descentralización, o sea en definitiva, una fractura centro-periferia.
Sobre el eje funcional-institucional, otra polarización opone los partidarios de la religión y de los privilegios selectivos, con los partidarios de un Estado unificador y secular, o sea en otros términos, una fractura laico-clerical.
De la revolución industrial habría surgido, en el eje territorial-cultural, una polarización que enfrenta los intereses del campo y de la agropecuaria, con los intereses de la industria, o sea en definitiva, una fractura campo-industria o agropecuaria-industria.
Por su parte en el eje funcional-institucional, otra polarización enfrenta los propietarios, los empleados, y los rentistas, con los trabajadores, o sea en definitiva una fractura entre pudientes y burócratas por un lado con trabajadores del campo y de la industria por otro lado.